# نيكيتا ديمتشينكو
نيكيتا ديمتشينكو هو لاعب كرة قدم بيلاروسي في مركز الوسط، ولد في 6 سبتمبر 2002 في مينسك في بيلاروس. شارك مع منتخب روسيا البيضاء تحت 19 سنة لكرة القدم. أما مع النوادي، فقد لعب مع دينامو مينسك.

## وصلات خارجية
- نيكيتا ديمتشينكو على موقع قاعدة بيانات كرة القدم.إي يو (الإنجليزية)
- نيكيتا ديمتشينكو على موقع Soccerway.com (الإنجليزية)